# 용기 이탈리아
용기 이탈리아(이탈리아어: Coraggio Italia 코라조 이탈리아[*], CI)는 조반니 토티와 루이지 베르냐로가 2021년 5월 26일에 교섭단체로, 2021년 7월 14일에 창당한 이탈리아의 정당이다.

## 역사
2021년 2월 마리오 드라기 내각 구성 중에 조반니 토티가 이끄는 자유보수주의 이념의 바꿉시다! 당이 포르차 이탈리아의 중도주의자들을 대상으로 새로운 당원을 모집하기 시작했다.
2021년 5월 26일 로마 소재의 호텔 에덴에서 리구리아 주의회 의장인 조반니 토티와 베네치아 시장인 루이지 브루냐로가 창당 추진위원회를 발족했다. 그 다음날 하원에 동명의 교섭단체를 조직했다.
교섭단체는 포르차 이탈리아에서 11명, 민주중심당에서 3명, 오성운동에서 1명 '바꿉시다!-민중주역' 혼합 단체에서 8명, 북부동맹에서 1명의 하원 의원이 입당했다. 티치아나 피콜로가 입당했으나 같은날 바로 탈탕했다. 6월 8일 과거 오성운동 소속이었던 에밀리오 카렐리 의원이 입당했다. 대신 상원에서는 교섭단체 요건인 10명의 상원의원 수를 충족하지 못하고, 바꿉시다!의 8명과 정체성과 행동 당의 대표인 가에타노 콸리아리엘로, 전 포르차 이탈리아 소속이었던 산드로 비아소티 상원의원과 함께 "정체성과 행동 - 바꿉시다!"라는 정책 연합을 만드는데 그쳤다.
2021년 7월 24일 로마에서 정식적으로 창당했으며, 토티, 마린, 콸리아리엘로가 부대표가 되었다.